# Alabina (muziekgroep)

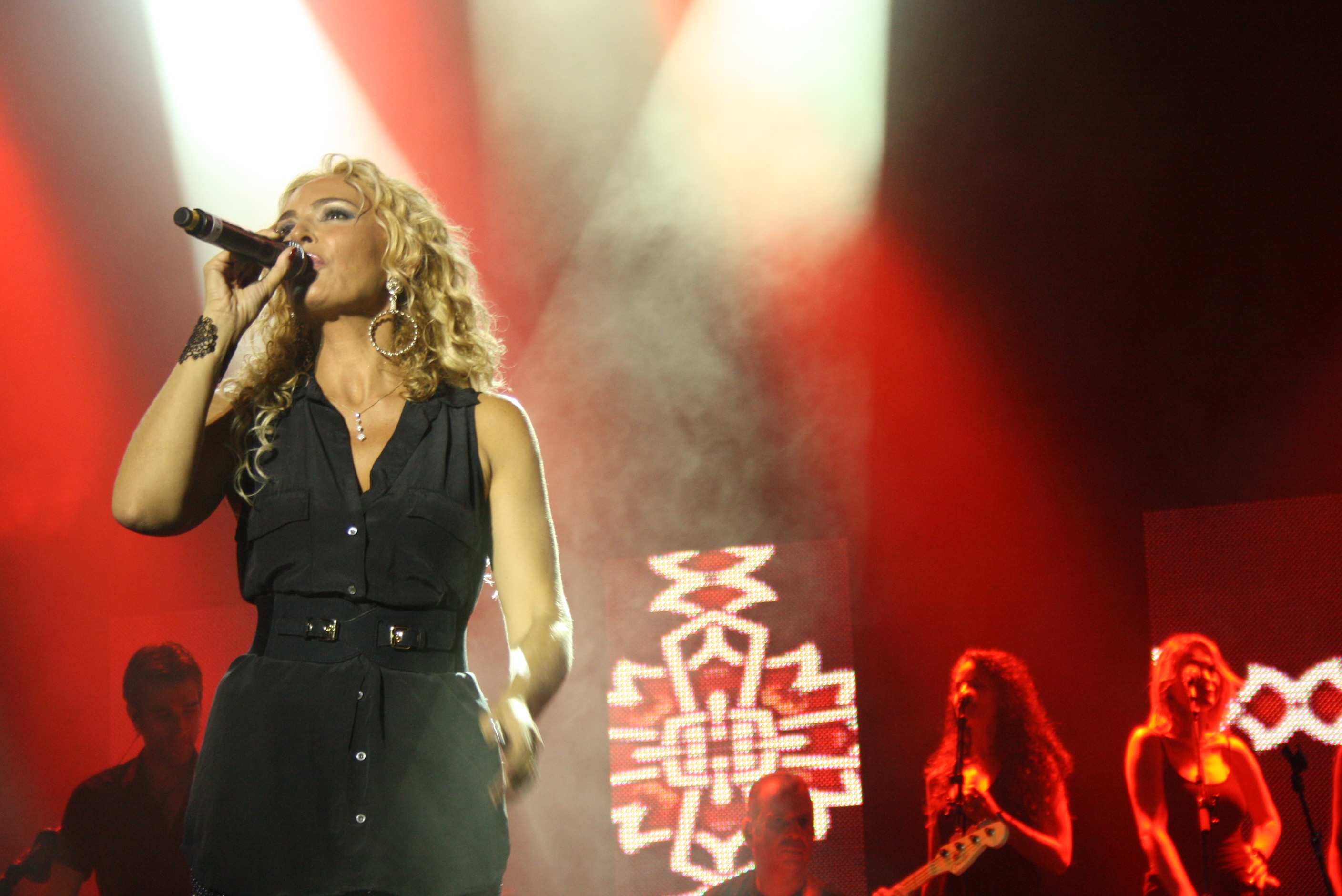
Ishtar

Alabina is een Franse muziekgroep die is ontstaan als samenwerkingsverband tussen de Israëlische zangeres Ishtar en de Franse zigeunerband Los Niños de Sara. Voor beiden betekende het een internationale doorbraak.
De groep mixt verschillende stijlen, zoals zigeunermuziek, rai, Arabische muziek, flamenco, dance en popmuziek. Nummers worden gezongen in het Frans, Spaans, Arabisch, Hebreeuws of Engels. In sommige gevallen worden verschillende talen binnen één song gebruikt.

## Historie
Zangeres Ishtar (echte naam: Eti Zach) werd in 1968 geboren in Israël. Haar ouders zijn afkomstig uit Egypte en Marokko. Vanaf haar veertiende trad ze op als zangeres en na een reis rond de wereld vestigde ze zich rond 1988 in Frankrijk. Als achtergrondzangeres werkte ze onder andere samen met Kaoma en Julien Clerc. Muziekproducent Charles Ibgui introduceerde haar aan Los Niños de Sara, een band van Spaanstalige zigeuners afkomstig uit Nîmes, bestaande uit de neven Tonio Contreras (gitaar, zang), Ramón Compas (gitaar), Santi Lorente (gitaar) en Coco (percussie).
Ishtar en Los Niños de Sara gingen onder de naam Alabina optreden en na het uitbrengen van het eerste album kreeg de band al snel internationale bekendheid. Ze traden op in Olympia in Parijs en gingen op tournee in de Verenigde Staten en vervolgens op wereldtournee. In 1998 stond Alabina in het voorprogramma van Carlos Santana. Vanaf 2000 brachten Ishtar en Los Niños de Sara albums onder de eigen naam uit, voortbordurend op het succes van Alabina.

## Discografie

### Alabina
- Alabina (1996)
- The Album II (1998)
- Sahara (1999)
- L'Essentiel (compilatie, 2000)
- The Ulitmate Club Remixes (remixes, 2002)

### Ishtar
- La Voix d'Alabina (2000)
- Truly Emet (2003) (als Ishtar, the voice of Alabina)
- Je Sais d'où Je Viens (2005) (als Ishtar Alabina)

### Los Niños de Sara
- La Cubanita (2001)
- Gispyolé (2003)
- Espana Tiene Sabor (2006)

## Trivia
- Ten onrechte worden sommige songs van Alabina soms toegeschreven aan de Franse zigeunerband Gipsy Kings, zoals het van het eerste album afkomstige Alabina (ook bekend onder de onjuiste titels Ya Habibi Yalla, Como Tu of Eres Tu).